# Final Exam
Final Exam (titulada Examen final en España y Pánico en el colegio en Argentina) es una película de terror estadounidense de 1981 del subgénero slasher dirigida por Jimmy Huston.

## Argumento
Una noche en March College, una joven pareja se besa en un vehículo estacionado. Un asaltante invisible abre el techo del vehículo y los asesina a ambos.
Mientras tanto, el cercano Lanier College se prepara para sus exámenes finales. Para asegurar que un grupo de estudiantes apruebe su examen final de química, una fraternidad finge un tiroteo en el campus para que los estudiantes tengan más tiempo para estudiar. La broma funciona, y un pequeño grupo de estudiantes permanece en el campus hasta el examen final del día siguiente. Mientras tanto, el asesino responsable de los asesinatos en March College llega al campus en una camioneta y comienza a acechar a los estudiantes restantes.
La estudiosa Courtney estudia mucho para sus exámenes, mientras que su adinerada compañera de piso, Lisa, se prepara para volver a su casa en la ciudad de Nueva York . Lisa también tiene una aventura con uno de sus profesores, el Dr. Reynolds. Gary, un novato de Gamma Delta, sufre una broma en la que lo atan a un árbol por la noche. El asesino lo desata, salta del árbol y luego lo destripa con un cuchillo. La novia de Gary, Janet, llega y nota una silueta a lo lejos en el tejado de un edificio y la sigue, creyendo que es Gary. Cuando se da cuenta de que no es su amante, intenta huir, pero el asesino la agarra y la asesina.
Otro miembro de Gamma, Wildman, es atraído a un gimnasio a oscuras mientras intenta robar medicamentos recetados de la oficina del entrenador de fútbol. El asesino aparece y domina físicamente a Wildman, golpeándolo y arrastrándolo hasta una máquina de levantamiento de pesas donde luego es estrangulado . Otro estudiante llamado Mark descubre el cuerpo de Wildman y posteriormente es perseguido por el asesino hasta el edificio eléctrico de la escuela. El asesino salta de un barril y apuñala a Mark, matándolo. El estudiante nerd Radish descubre la carnicería y llama a la policía, pero lo despiden debido a las bromas mencionadas anteriormente. Radish se apresura a advertir a Courtney del peligro inminente, pero es asesinado por el asesino que ya está dentro de su habitación.
Courtney regresa a su dormitorio, donde descubre el cuerpo de Radish clavado en la puerta. Aterrorizada, intenta avisar a los demás, pero todos se han ido a casa para las vacaciones. Lisa espera al Dr. Reynolds en el invernadero de la escuela , pero el asesino entra en la habitación y la apuñala hasta la muerte. Courtney llega poco después y ve su cadáver. El asesino la persigue. Ella se arma con un cuchillo de cocina y se refugia en la torre del reloj del campus. Alarmado por sus incesantes súplicas de ayuda, llega un entrenador y le dispara una flecha al asesino. Este la atrapa y se la clava en el pecho, matándolo. El asesino se queda con el pie atascado en el suelo dañado mientras Courtney lo golpea con una tabla de madera. Cae al primer piso. Courtney pasa con cautela y el asesino la agarra del tobillo. Con su cuchillo, lo apuñala doce veces, matándolo finalmente.

## Reparto
- Cecile Bagdadi como Courtney.
- Joel S. Rice como Radish.
- Ralph Brown como Wildman Chambers.
- DeAnna Robbins como Lisa.
- Sherry Willis-Burch como Janet McArdle.
- John Fallon como Mark.
- Terry W. Farren como Gary.
- Timothy L. Raynor como Asesino.
- Sam Kilman como Sheriff Quentin.
- Don Hepner como Dr. Charlie Reynolds
- Mary Ellen Withers como Elizabeth.
- Jerry Rushing como Entrenador.
- Shannon Norfleet como chico en el auto.
- Carol Capka como chica en el auto.
- R.C. Nanney como Mitch.